# Sam Distefano

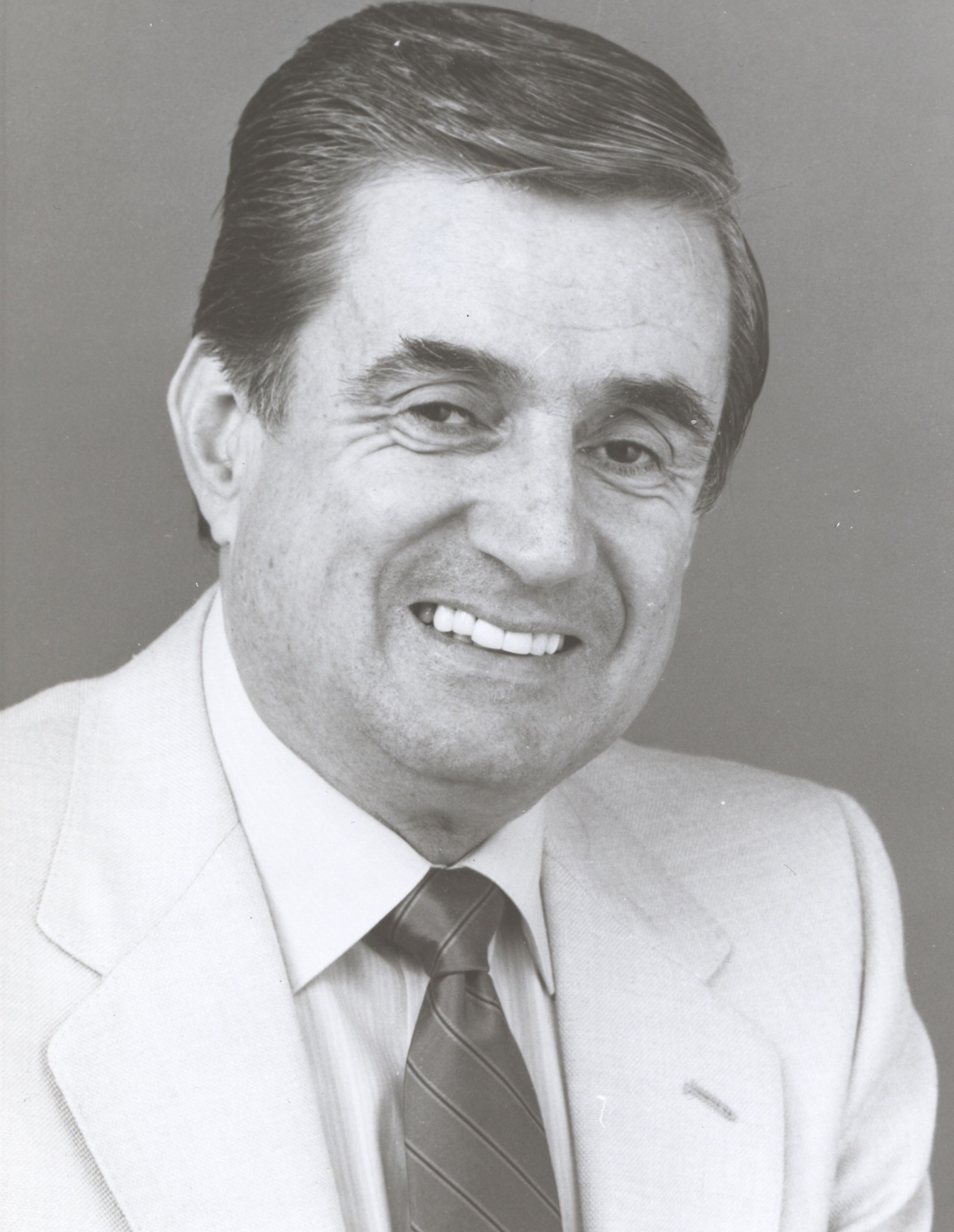
Sam Distefano

Sam Distefano (Chicago, 20 december 1926 - Las Vegas, 13 april 2015) was een Amerikaanse jazz-pianist.
Distefano, een Italiaans-Amerikaanse pianist, speelde in Miami met jazz-trombonist Carl Fontana. Ook studeerde hij hier business aan de universiteit. Terug in Chicago speelde hij 's avonds met zijn trio in clubs. In 1960 speelde hij bij de opening van de Playboy Club van Hugh Hefner, waarna hij voor Playboy Enterprises ging werken. Hij was muzikaal leider van de club in Miami en entertainment-leider in de countryclub in Lake Geneva, waar hij een groot orkest leidde dat sterren als Peggy Lee, Mel Tormé en Tony Bennett begeleidde. Hij was ook vice-president 'entertainment' van de Playboy-keten van clubs en hotels. Vanaf 1984 ging hij werken voor Meshulam Riklis' Riviera Hotel & Casino in Las Vegas, waar hij onder meer evenementen organiseerde als een nieuwjaarsconcert met Frank Sinatra en Rikli's toenmalige vrouw, Pia Zadora. Na zijn pensioen in 1993 begon hij een entertainment-management en -adviesburo. Ook was hij jurylid in het panel van de televisie-talentenjacht "Star Search".

## Bron
- Sam Distefano, Talent Exec for Hugh Hefner and Meshulam Riklis, Dies at 88, Hollywood Reporter, 15 april 2015